# Эварха серповидная
Эварха серповидная (лат. Evarcha falcata) — вид пауков семейства пауки-скакунчики (Salticidae).

## Описание
Среднего размера паук-скакунчик. Длина тела самок 6—8 мм, самца — 5 мм. Верхняя сторона головогруди самца в передней половине светло-коричневого, в задней половине — тёмно-коричневого или чёрного цвета. За глазами и по бокам головогруди расположены широкие, светло-бежевые, либо белые полосы. Брюшко в центре светло-коричневого цвета, обрамлено чёрной и белой полосами. Фронтальная область глаз покрыта светлыми волосками. Педипальпы покрыты длинными, светлыми волосками.
Самки отличаются окраской (половой диморфизм). Головогрудь и брюшко однотонного коричневого цвета, светлые полосы и пятна отсутствуют.

## Распространение
Вид распространён во всей Палеарктике. Предпочитает сухие местообитания, особенно солнечные опушки леса с густой растительностью.

## Образ жизни
Этот паук держится в основном в нижнем ярусе растительности. Он передвигается в гуще травы, высматривая свою добычу.
Во время спаривания самец взбирается на самку задом наперёд и в таком состоянии перемещается вместе с самкой продолжительное время. Для фактического спаривания, самец перемещается вниз на сторону и вводит педипальпы в половое отверстие самки.